# アンドレアス・ヘフリガー
| 生誕 | 1962年9月11日ベルリン |

| 職業 | ピアニスト |

| 活動・業績 | ピアノ音楽、ベートーベン・パースペクティヴズ |

| 配偶者 | マリーナ・ピッチーニ |

| 父母 | エルンスト・ヘフリガー、アンナ・ゴリン |

| 受賞歴 | ジーナ・バッカウアー奨学金（2回） |

| 公式サイト | https://andreashaefliger.ne/ |

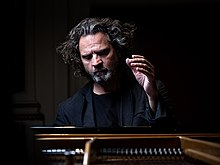

アンドレアス・ヘフリガー (Andreas Haefliger, 1962年9月11日− ) は、ドイツ生まれのスイス人ピアニストである。 

## 幼年時代・学歴
1962年 9月11日、世界的なテノール歌手エルンスト・ヘフリガーとインテリアデザイナ ー・建築家アンナ・ゴリンの末子としてドイツ、ベルリンに生まれる。8歳の時、家族とともにミュンヘンに転居。15歳で単身渡米、ニューヨークでの生活を始める。
幼くして自身の音楽的才能に目覚めたヘフリガーは、4歳の誕生日を迎えたころにはすでにピアノと親しんでいた。エリザベート・ドウニアス・ジンダーマンの指導を受け、6歳で公の場で演奏を披露。12歳にして、ザルツブルク・モーツァルテウム音楽大学においてハンス・ライグラフの最年少門下生として入学を許可されている。幼いころから声楽家に囲まれて育ち、父親の生徒たちの伴奏を務める機会に多く恵まれたことはのちに、あたかも歌唱のごとく自由に奏でられるメロディラインとそこからあふれ出す抒情性というヘフリガーのピアノサウンドにおける卓越した特性として実を結ぶことになる。
ヘフリガーは15歳になるとニューヨークに渡り、ジュリアード音楽院プレカレッジに入学。ハーバート・ステシンに師事。この間並行してプロフェッショナル・チルドレンズ・スクールで学び、高校の卒業証書を得る。その後ジュリアード音楽院においてウィリアム・マセロスの指導のもと、学士号および修士号を授与される。これに続く数年間、伝説的なピアニストたち、ミェチスワフ・ホルショフスキおよびアルフレート・ブレンデルに薫陶を受けたことも、ヘフリガーの音楽的成熟に大きな影響を持つこととなった。ジュリアード時代、 ジーナ・バッカウアー奨学金を2度獲得。リンカーンセンター、アリス・タリー・ホールにおいて開かれた協奏曲コンクールで課題曲ブラームス・ピアノ協奏曲第1番を演奏し最優秀賞受賞。 

## 音楽的業績・活動
アンドレアス・ヘフリガーが共演したオーケストラを数え上げれば、世界の著名オーケストラをほぼ網羅することになるが、ここには主なものに限って挙げることにする――ニューヨーク・フィルハーモニック、シカゴ交響楽団、クリーヴランド管弦楽団、ボストン交響楽団、ロサンジェルス・フィルハーモニック、ピッツバーグ交響楽団、サンフランシスコ交響楽団、ロンドン交響楽団、ロイヤル・コンセルトヘボウ管弦楽団、フィルハーモニア管弦楽団、パリ管弦楽団、ブダペスト祝祭管弦楽団、バイエルン放送交響楽団、ミュンヘン・フィルハーモニー管弦楽団、ウィーン交響楽団、ベルリン・ドイツ交響楽団(英語版リンクなし)、ライプツィヒ・ゲヴァントハウス管弦楽団、NHK交響楽団、香港フィルハーモニー管 弦楽団。
指揮者との共演も数多い。以下がその例である――クリストフ・フォン・ドホナーニ、ヘルベルト・ブロムシュテット、リッカルド・シャイー、クリスティアン・ティーレマン、サー・アンドルー・デイヴィス、ドナルド・ラニクルズ、ジョナサン・ノット、スザンナ・マルッキ、ロリン・マゼール、チョン・ミョンフン、マリン・オールソップ、サカリ・オラモ、シャルル・デュトワ、ルドヴィク・モルロ、ユッカ=ペッカ・サラステ。
ヘフリガーのソロリサイタルにおいて披露されるレパートリーは幅広く、曲の構成は革新的かつキュレーション的センスを感じさせる。特に、カーネギー・ホール、ベルリン・フィル ハーモニー、ウィーン・コンツェルトハウスなど著名なコンサートホールやザルツブルク、 ルツェルン、エディンバラ、ラヴィニア、アスペン等世界の音楽祭で披露されたリサイタル・プログラム「ベートーベン・パースペクティヴズ」は多くの称賛を受けた。1990年の初ソロ・リサイタル以来、その会場ウィグモア・ホールとの縁は深く、ソリストとしてはもとより、室内楽コンサートでの演奏、声楽伴奏などもここで行っている。
2020年に新型コロナウイルス感染症対策として都市封鎖が実施された後も、ヘフリガーはヴァイオリニスト、ヒラリー・ハーンとともに、ウィーン・コンツェルトハウス、ヴェネツィア・フェニーチェ劇場、シカゴ・シンフォニー・センター、ワシントン D.C.・ジョン・ F・ケネディ・センター、ウィグモア・ホール等、欧州及びアメリカ合衆国各地でベートーベン・ソナタ・コンサートを開催し、好評を博した。コンサート及びCDで共演の多いアーティストにはほかにも、タカーチ弦楽四重奏団、マリーナ・ピッチニーニ、バリトン歌手マティアス・ゲルネ等がいる。
ヘフリガーは現代音楽にも多大な関心を寄せるようになり、マイケル・コルグラスとボストン交響楽団によるフルートとピアノのための二重協奏曲での演奏等で新たな境地を開いており、さらに最近では、ディーター・アマン作曲のピアノ・コンチェルト(グラン・トッカータ)で名手と呼ぶにふさわしい超絶の技巧を披露。この曲は、バルトーク及びラヴェルのコンチェルトとともに、スザンナ・マルッキ指揮、ヘルシンキ・フィルハーモニー管弦楽団協演でヘフリガーにとって初の協奏曲集となったCDに収録されたほか、BBCプロムスのオファーを受けボストン交響楽団とも演奏。ウィーン・コンツェルトハウス、ミュンヘン・フィルハーモニー管弦楽団、台北交響楽団でも喝采を浴び、2022年8月のルツェルン音楽祭では、スザンナ・マルッキ指揮、ヘルシンキ・フィルハーモニー管弦楽団協演でのスイス初演を果たした。引き続き同じ陣容でエディンバラ音楽祭にも参加している。

## ディスコグラフィー
ヘフリガーは、ベートーベンのピアノ・ソロ作品を網羅し、さらにモーツァルトからリゲティも加えた 20年にわたる連作「パースベクティヴズ Perspectives」の演奏・録音によって、 ベートーベン解釈におけるたぐいまれな洞察力への評価を高めてきた。長年にわたり、録音技師マルクース・ハイランド、ピアノ調律師ゲオルグ・アマン、シュテファン・クニュプファーのサポートを受け、録音会場には、音響に秀でたスイス、ラ・ショー=ド=フォン・音楽ホール、ウィーン・コンツェルトハウス内モーツァルトホールを利用している。
- Piano Concertos: Ammann, Ravel and Bartók - Andreas Haefliger, Helsinki Philharmonic Orchestra, Susanna Mälkki, conductor- (BIS-2310) 　「ピアノ・コンチェルト集 アマン／ラヴェル／バルトーク」ピアノ：ヘフリガー、指揮：スザンナ・マルッキ、ヘルシンキ・フィルハーモニー管弦楽団
- Perspectives 7: Beethoven Piano Sonata No.28 / Mussorgsky Picture from an Exhibition/ Liszt Légende No.1 / Berg Piano Sonata- (BIS-2307)　「パースペクティヴズ７」ベートーベン・ピアノソナタ第 28 番／ムソルグスキー・展覧会の絵／リスト·伝説第 1 曲／ベルク・ピアノソナタ
- Perspectives 6: Beethoven Piano Sonata No.10, Op.14 / Piano Sonata No.30, Op.109/ Berio Erdenklavier & Wasserklavier / Luftklavier & Feuerklavier/ Schumann Fantasy in C major, Op.17 (AVIE Records) 　「パースペクティヴズ６」ベートーベン・ピアノソナタ第 10 番作品 14／ピアノソナタ第 30 番作品 109／ベリオ・地のクラヴィア＆水のクラヴィア／大気のクラヴィア＆火のクラヴィア／シューマン・幻想曲ハ長調作品 17
- Perspectives 5: Beethoven Piano Sonata No. 29 in B-flat major, Op.106 'Hammerklavier' / Liszt Les Années de pèlerinage: 1° années – Suisse (AVIE Records) 　「パースペクティヴズ５」ベートーベン・ピアノソナタ第 29 番変ロ長調作品 106 ≪ハンマークラヴィーア≫／リスト・巡礼の年‐第 1 年：スイス
- Perspectives 4: Janáček Piano Sonata No. 1 'In the Street' / Beethoven Piano Sonata No. 21 in C major Op. 53 'Waldstein' / Beethoven Piano Sonata No. 24 in F major Op.78 / Brahms Piano Sonata No. 2 in F minor Op.2 (AVIE Records) 　「パースペクティヴズ４」ヤナーチェク・ピアノソナタ第 1 番≪街頭にて≫／ベートーベン・ピアノソナタ第 21 番ハ長調作品 53 ≪ヴァルトシュタイン≫／ピアノソナタ第 24 番嬰ヘ長調作品 78／ブラームス・ピアノソナタ第 2 番嬰ヘ短調作品 2
- Perspectives 3: Beethoven Piano Sonata No.15 in D major Op. 28 'Pastoral' / Beethoven Piano Sonata No.23 in F minor Op. 57 'Appassionata' / Schubert Piano Sonata No.21 in B flat major D.960 (AVIE Records) 　「パースペクティヴズ３」ベートーベン・ピアノソナタ第 15 番ニ長調作品 28 ≪田園≫／ピアノソナタ第 23 番ヘ短調作品 57 ≪熱情≫／シューベルト・ピアノソナタ第 21 番変ロ長調 D 960
- Perspectives 2: Beethoven Piano Sonata No.22 in F major, Op.54 / Bartók Out of Doors / Beethoven Piano Sonata No.27 in E minor, op.90 / Brahms Piano Sonata No.3 in F minor, Op.5 (AVIE Records) 　「パースペクティヴズ２」ベートーベン・ピアノソナタ第 22 番ヘ長調作品 54／バルトーク・戸外にて／ベートーベン・ピアノソナタ第 27 番ホ短調作品 90／ブラームス・ピアノソナタ第 3 番ヘ短調作品 5
- Perspectives 1: Schubert Piano Sonata in A minor, D.537 / Adès Darknesse Visible / Mozart Piano Sonata No. 17 in B flat major, KV.570 / Beethoven Piano Sonata No. 32 in C minor, Op. 111 (AVIE Records) 　「パースペクティヴズ１」シューベルト・ピアノソナタ第 4 番イ短調 D 537／アデス・ダークネス・ヴィジブル／モーツァルト・ピアノソナタ第 17 番変ロ長調 K.570／ベートーベン・ピアノソナタ第 32 番ハ短調作品111

- Dvorak: Piano Quintet in A. op. 81- Andreas Haefliger, piano / Takács Quartet (DECCA)　「ドヴォルザーク：ピアノ五重奏曲第 2 番イ長調作品 81」ピアノ：ヘフリガー、タカーチ弦楽四重奏団
- Schubert: Notturno D.897- Andreas Haefliger, piano / Takács Quartet (DECCA)　「シューベルト：ノットゥルノ D.897」ピアノ：ヘフリガー、タカーチ弦楽四重奏団
- Schubert: Trout Quintet- Andreas Haefliger, piano / Takács Quartet (DECCA) 「シューベルト：ピアノ五重奏曲≪鱒≫」ピアノ：ヘフリガー、タカーチ弦楽四重奏団

## 評価
- Hilary Hahn/Andreas Haefliger review — a capacity crowd-acclaimed blissful Beethoven　ヒラリー・ハーン／アンドレアス・ヘフリガー·コンサート評（英語））
- Tokyo String Quartet/Haefliger – review　東京クヮルテット／ヘフリガー・コンサート評（英語）
- Sex and the symphony | Culture | The Guardian　コンサート評（英語）
- Prom 61: Singapore Symphony Orchestra/Shui – a tour de force for Haefliger　コンサート評（英語）
- Classical interview: Andreas Haefliger on recreating a historic Beethoven concert　ヘフリガー・インタヴュー（英語）
- Lucerne Festival: An den Grenzen der Wahrnehmung schillert die Musik　ルツェルン音楽祭・アマン作曲ピアノ・コンチェルト（ピアノ：ヘフリガー／指揮：マルッキ）評（独語）
- Dieter Ammann's Piano Concerto is a stunner and confirms its legendary reputationアマン作曲ピアノ・コンチェルト（ピアノ：ヘフリガー／指揮：マルッキ）評（独語）
- Intermusica Reviews | Artist- Andreas Haefliger ヘフリガー評抜粋集（英語）
- The Boston Globe - At BSO, an American premiere bookended by French classicsアマン作曲ピアノ・コンチェルト・アメリカ初演（ピアノ：ヘフリガー／指揮：マルッキ）評
- BARCELONA / A Herculean Haefliger for Brahms　コンサート評（スペイン語）

「危険を冒すことが彼のアーティストとしての魅力である」ガーディアン紙
「深淵なる幻想家」クラシック·ホイテ誌
「ヘフリガーのソロパートは、驚異的なテクニックと絶えず迸るリズムがしばしばパーカッ シブでさえある演奏によって活力あふれたものである。このスコアは奏者に絶え間なく困難を用意する。にもかかわらず彼の演奏は疲れを見せるどころか、力強さを増すばかりなのだ…」ボストン·グローブ紙

## 家族
アンドレアス・ヘフリガーは、世界的に著名なテノール歌手、エルンスト・ヘフリガーとインテリアデザイナー、アンナ・ゴリンの末子である。妻はフルート奏者、マリーナ・ピッチニーニ。マリーナとの間には一人娘、アーティストで哲学者のキアラ・ヘフリガーがいる。 ヘフリガーはこれまで、ベルリン、ミュンヘン、ニューヨーク、ウィーンに居を構えてきた。近年ではもっぱらスイスの山の上に購入した自宅で生活している。